# Десант в районе Опатовац – Сотин
Десант в районе Опатовац — Сотин — тактический десант 5-й бригады 21-й Сербской дивизии НОАЮ, высаженный в ночь с 11 на 12 апреля 1945 года при поддержке Дунайской военной флотилии в ходе операции по прорыву Сремского фронта.

## План операции
16 марта 1945 года войска 3-го Украинского фронта начали Венскую наступательную операцию и в первой половине апреля силами левого фланга глубоко обошли Вену с юга. По Дунаю проходила разграничительная линия между 3-м Украинским фронтом и Народно-освободительной армией Югославии, причем на протяжении нескольких десятков километров правый берег Дуная был в руках советских войск, а левый — занят немецкими войсками. Глубокое продвижение советских войск с значительно отстающим южным флангом создавало в этом районе угрозу нанесения противником контрудара по открытому флангу наступавших на Вену войск. Для парирования этой угрозы командующий 3-м Украинским фронтом Маршал Советского Союза Ф. И. Толбухин достиг соглашения с Главнокомандующим НОАЮ маршалом Югославии И. Тито о переходе в наступление вдоль Дуная 1-й югославской армии (командующий генерал-майор Пеко Дапчевич).
В этом районе, в междуречье Дуная и Савы, держали оборону 43-я и 117-я немецкие пехотные дивизии, 5 бригад усташей, некоторые иные коллаборационистские формирования. Дорогу наступающим преграждал мощный узел сопротивления в районе населённого пункта Опатовац, где ещё в декабре 1944 года велись ожесточенные бои (см. Опатовацкий десант). Для его скорейшего прорыва и уничтожения было решено вновь, как и в декабре, высадить речной десант силами 1-й бригады речных кораблей (командир Герой Советского Союза капитан 2-го ранга П. И. Державин) Дунайской военной флотилии (командующий вице-адмирал Г. Н. Холостяков).
Приказ на проведение операции маршал Ф. И. Толбухин поставил 9 апреля. В десант была выделена 5-я Сербская бригада 21-й дивизии югославской 1-й армии (1500 бойцов). Бригада была скрытно сосредоточена в районе города Букин. Ввиду недостатка катеров десант было решено высаживать поэшелонно, несколькими рейсами. Руководителем операции был назначен П. И. Державин, командиром десанта — командир югославской бригады.
Были сформированы два десантных отряда (4 бронекатера, катер-тральщик, бот, вспомогательный катер — на нём разместились артиллерийские корректировочные посты); отряд корабельной артиллерийской поддержки (мониторы «Азов» и «Керчь»); отряд обеспечения высадки (буксир и речной катер-тральщик «Алеон»).

## Ход операции
С наступлением темноты вечером 11 апреля все корабли вышли из района Шаренград, незаметно для противника прошли по Дунаю (один берег которого был занят противником), и в полночь 12 апреля начали прием десанта. В 0 часов 55 минут корабли с десантом отошли от причалов, имея на борту передовой эшелон (572 бойца, 2 45-мм орудия, 3 миномёта, 6 пулемётов). Тёмная ночь благоприятствовало скрытому переходу, на кораблях соблюдались все меры маскировки и предосторожности. В 2-15 бронекатера начали высадку десанта на правом берегу Дуная в районе Безымянная Балка (в 3,5 км юго-восточнее города Сотин и в 3 км от Опатовца). Предварительная артиллерийская подготовка не проводилась.
Когда катера подошли непосредственно к месту высадки, они были обнаружены противником и обстреляны миномётно-пулемётным огнём. Бронекатера открыли ответный огонь из орудий, вслед за ними — и мониторы «Азов» и «Керчь», заранее и незаметно для врага занявшие позиции.
В результате принятых мер в бою за высадку десанта удалось достичь внезапности, в ходе боя за захват плацдарма было убито всего 2 бойца и ранено 32, на катерах потерь не было. Десант сразу приступил к расширению и закреплению плацдарма. Катера немедленно убыли за остальными отрядами. К 5 часам 20 минутам остальные три эшелона десанта (1000 человек, 1 орудие, а также значительное количество дополнительного боезапаса) были высажены на плацдарм. К 6 утра плацдарм был расширен в ширину до 4 км и в глубину до 1,5 км, была перерезана прибрежная дорога Ловас — Опатовац. После высадки бронекатера заняли огневые позиции для артиллерийской поддержки десанта и совместно с мониторами вели сильный артиллерийский огонь в поддержку десанта.
Рано утром 12 апреля перешли в наступление основные части 1-й югославской армии. Замысел операции удался — десант в тылу деморализовал занимавшего оборону противника, поэтому рубеж обороны был прорван быстро. Отходивший противник предпринял несколько контратак против десанта, но в суматохе они были проведены разрозненно и наспех. Уверенно отразив их, при приближении наступавших вдоль правого берега Дуная советско-югославских войск десант перешел в наступление. Уже в первой половине дня 12 апреля были захвачены населённые пункты Опатовац и Ловас. К исходу дня глубина прорыва немецкой обороны составила 15 километров. Вражеская группировка в районе города Опатовац была уничтожена и частично пленена.

## Итог операции
В этом районе немцы понесли большие потери, только в плен были взяты 2900 солдат и офицеров, захвачены 2 артиллерийские батареи на механической тяге, 36 танкеток, 72 единицы автомобильной техники, 3 склада боеприпасов. Артиллеристы кораблей и бронекатеров уничтожили 1 75-мм артиллерийскую батарею, 1 склад боеприпасов, бензозаправочную станцию, подавили по одной артиллерийской и миномётной батарее, 19 огневых точек, рассеяли и частично уничтожили до трёх рот пехоты противника, взорвали гараж с немецкой техникой (в том числе с 2 танками) и накрыли прямыми попаданиями штаб артиллерийской бригады.
В результате наступления советских и югославских войск при огневой поддержке бронекатеров и мониторов «Азов» и «Керчь» весь правый берег Дуная от устья реки Драва до Илока был очищен от противника. Южный фланг наступавших на Вену войск был надёжно обеспечен. Цели и задачи операции были полностью выполнены. Части десанта понесли минимальные потери, потопленных и повреждённых кораблей не было.